# Листопад 2014
Листопад 2014 — одинадцятий місяць 2014 року, що розпочався в суботу 1 листопада та закінчився в неділю 30 листопада.

## Події
3 листопада
- У Нью-Йорку відкрився відбудований після терактів 11 вересня Всесвітній торговий центр, тепер найвищий хмарочос в Нью-Йорку, США та усій Західній півкулі[1][2]

12 листопада
- Космічний апарат «Розетта» здійснив успішну посадку на комету Чурюмова—Герасименко[3]

15 листопада
- Володимир Кличко переміг болгарина Кубрата Пулєва нокаутом у п'ятому раунді[4]

16 листопада
- Клаус Йоганніс обраний президентом Румунії[5]

21 листопада
- Президент України Петро Порошенко підписав указ про присвоєння героям Небесної Сотні звання Героїв України[6]

22 листопада
- Василь Ломаченко захистив свій титул чемпіона світу за версією WBO у напівлегкій вазі, вигравши бій з Чонлатарном Піріяпіньйо[7]
- Землетрус у Румунії.

24 листопада
- Хакерська атака на сервери Sony Pictures Entertainment.